# Paracrobunus
Paracrobunus – rodzaj kosarzy z podrzędu Laniatores i rodziny Epedanidae. Gatunkiem typowym jest Paracrobunus bimaculatus.

## Występowanie
Przedstawiciele rodzaju są endemitami Birmy.

## Systematyka
Opisano dotąd zaledwie 2 gatunki z tego rodzaju:
- Paracrobunus bimaculatus Suzuki, 1977
- Paracrobunus similis Suzuki, 1982